# Oliarus lunata
Oliarus lunata är en insektsart som först beskrevs av Fabricius 1803.  Oliarus lunata ingår i släktet Oliarus och familjen kilstritar. Inga underarter finns listade i Catalogue of Life.